# قسم كرتشمبو الشمالي الريفي (مقاطعة بوئين و مياندشت)
قسم كرتشمبو الشمالي الريفي (بالفارسية: دهستان کرچمبو شمالی) هي منطقة سكنية تقع في إيران في مقاطعة بوئين و مياندشت. يقدر عدد سكانها بـ 3,293 نسمة .